# ヘンリエッタ・チャーチル (第2代マールバラ公)
第2代マールバラ女公爵ヘンリエッタ・チャーチル（英: Henrietta Churchill, 2nd Duchess of Marlborough）またはヘンリエッタ・ゴドルフィン（英: Henrietta Godolphin, 1681年7月19日 - 1733年10月24日）は、イングランド・イギリスの貴族。
女性ながら特例でマールバラ公爵位を継承した。

## 経歴
初代マールバラ公ジョン・チャーチルと妻サラ・ジェニングスの次女として生まれた。姉ハリエットは生後まもなく亡くなっているため、実質的には長女である。
1698年に第2代ゴドルフィン伯爵フランシス・ゴドルフィンと結婚した。
1703年に弟ジョンが早世し、以降マールバラ公爵家は男子相続人を欠く状態となった。1722年に父ジョンが死去した際、通常であればマールバラ公爵位は廃絶となるところ、アン女王の厚意により、他家へ嫁いでいたヘンリエッタが公爵位を継承する特例が認められた。
1722年、父の死に伴い第2代マールバラ女公爵位を継承した。夫フランシスとの間に5子をもうけた。
- ブランドフォード侯ウィリアム（英語版）（1700年 - 1731年） - 子供がないまま急逝
- ヘンリー（1700年、夭折）
- マーガレット（1703年、夭折）
- ヘンリエッタ（英語版）（? - 1766年） - 初代ニューカッスル公で首相ニューカッスル公トマス・ペラム＝ホールズの妻
- メアリー（英語版）（1716年 - 1764年） - 第4代リーズ公トマス・オズボーンの妻。

1733年、ヘンリエッタは52歳で死去し、ウェストミンスター寺院に埋葬された。ヘンリエッタの遺児に男子はなかったため、マールバラ公爵位は、甥にあたる第4代サンダーランド伯爵チャールズ・スペンサー（ヘンリエッタの妹アンとその夫である第3代サンダーランド伯爵チャールズ・スペンサーの嫡男）に継承された。

## 爵位
- 1722年、第2代マールバラ女公爵（1702年創設イングランド貴族爵位）[1]
- 1722年、第2代ブランドフォード女侯爵（1702年創設イングランド貴族爵位）[1]
- 1722年、第2代マールバラ女伯爵（1689年創設イングランド貴族爵位）[1]
- 1722年、第2代サンドリッジのチャーチル女男爵（1685年創設イングランド貴族爵位）[1]